# Саймон, Дэвид
Дэ́вид Са́ймон (англ. David Simon; род. 16 августа 1960, Вашингтон) — американский журналист, сценарист и продюсер.

## Биография
Журналистская карьера Дэвида Саймона началась со статей в школьной газете. После окончания колледжа в 1983 году он пришёл в газету The Baltimore Sun, где проработал двенадцать лет. Саймон занимался в газете криминальной тематикой.
В 1991 году вышла его первая документальная книга Homicide: A Year on the Killing Streets, рассказывающая о работе полицейских из отдела по расследованию убийств. На основе реальных историй из этой книги был создан телесериал «Убойный отдел», в котором Саймон выступил как сценарист, а затем и как продюсер. Сосредоточившись на работе в сериале, Саймон ушёл из газеты в 1995 году. В 2002—2008 годах выходил созданный Саймоном детективный сериал «Прослушка», названный многими СМИ «лучшим телесериалом из когда-либо снятых».
Саймон женат на писательнице из Балтимора Лоре Липпман.

## Политические взгляды
Саймон назвал себя социал-демократом, широко поддерживающим существование капитализма, но выступающим против «грубого, ничем не обремененного капитализма, при отсутствии каких-либо социальных рамок, при отсутствии какого-либо чувства общности, без оглядки на самые слабые и уязвимые классы общества», которые он описал как «рецепт ненужной боли, ненужных человеческих отходов и ненужной трагедии».
Во время выступления в ноябре 2013 года на Фестивале опасных идей в Сиднее он сказал, что Америка превратилась в «шоу ужасов» дикого неравенства в результате взбесившегося капитализма и что «если мы не изменим курс, средний человек ничего не стоит. Если мы не примем во внимание тот факт, что, возможно, социализм и социалистический порыв должны быть снова обращены, они должны быть женаты, как они были женаты в 1930-х, 1940-х и даже в 1950-х годах, с двигателем, который капитализм».
В апреле 2022 года Дэвид Саймон поблагодарил лидера российской оппозиции Алексея Навального за использование в своей судебной речи цитаты из сериала «Прослушка», и пожелал политику удачи.

## Фильмография
- 1993—1999 — «Убойный отдел» / Homicide: Life on the Street (сценарист, продюсер)
- 1996 — «Полиция Нью-Йорка» / NYPD Blue (сценарист)
- 2000 — «Угол[англ.]» / The Corner (сценарист, продюсер)
- 2002—2008 — «Прослушка» / The Wire (сценарист, продюсер)
- 2008 — «Поколение убийц» (сценарист, продюсер)
- 2010—2013 — «Тримей[англ.]» / Treme (сценарист, продюсер)
- 2015 — «Покажите мне героя» / Show Me a Hero (шоураннер, продюсер, сценарист)
- 2020 — «Заговор против Америки (мини-сериал)» / The Plot Against America (продюсер, сценарист)
- 2022 — «Мы владеем этим городом» / We Own This City (создатель, продюсер, сценарист)